# Ronnachai Rangsiyo
Ronnachai Rangsiyo (tiếng Thái: รณชัย รังสิโย, sinh ngày 1 tháng 8 năm 1988), hoặc còn được biết với tên đơn giản Sam (tiếng Thái: แซม) là một cầu thủ bóng đá người Thái Lan thi đấu ở vị trí tiền đạo cho câu lạc bộ ở Thai League 2 Chiangmai. Anh ghi một bàn thắng cho Thái Lan trong trận giao hữu trước Nepal.

## Sự nghiệp quốc tế
Ronnachai ra mắt quốc tế trước Nepal và ghi bàn, cũng như có tên trong đội hình tham dự T&T Cup 2008 tổ chức ở Việt Nam.

### Quốc tế
Tính đến 12 tháng 11 năm 2015
| Đội tuyển quốc gia | Năm  | Số trận | Bàn thắng |
| ------------------ | ---- | ------- | --------- |
| Thái Lan           | 2008 | 9       | 4         |
| Thái Lan           | 2009 | 4       | 0         |
| Thái Lan           | 2010 | 2       | 0         |
| Thái Lan           | Tổng | 15      | 4         |

## Bàn thắng quốc tế
| #  | Ngày                 | Địa điểm                           | Đối thủ   | Tỉ số | Kết quả | Giải đấu                                                   |
| -- | -------------------- | ---------------------------------- | --------- | ----- | ------- | ---------------------------------------------------------- |
| 1. | 20 tháng 5 năm 2008  | Sân vận động Rajamangala, Thái Lan | Nepal     | 3–0   | 7–0     | Giao hữu                                                   |
| 2. | 8 tháng 12 năm 2008  | Sân vận động Surakul, Thái Lan     | Lào       | 1–0   | 6–0     | Giải vô địch bóng đá Đông Nam Á 2008                       |
| 3. | 20 tháng 12 năm 2008 | Sân vận động Rajamangala, Thái Lan | Indonesia | 2–1   | 2–1     | Giải vô địch bóng đá Đông Nam Á 2008 Semi-Final Second Leg |
| 4. | 24 tháng 12 năm 2008 | Sân vận động Rajamangala, Thái Lan | Việt Nam  | 1–2   | 1–2     | Giải vô địch bóng đá Đông Nam Á 2008 Final First Leg       |

## Danh hiệu

### Câu lạc bộ
PEA
- Giải bóng đá Ngoại hạng Thái Lan (1): 2008

Muangthong United
- Giải bóng đá Ngoại hạng Thái Lan (1): 2009

### Quốc tế
Thái Lan
- VFF Cup (1): 2008